# SA-Dienstdolch

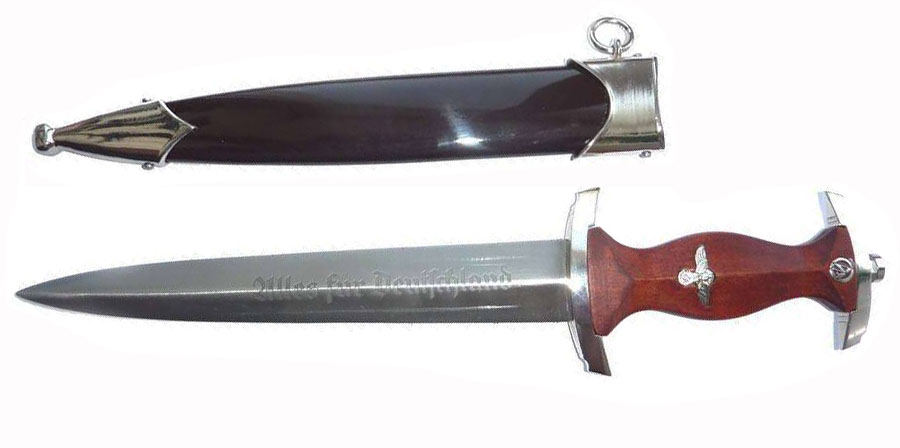
Von Paul Woenne für die SA entworfener Dolch.

SA-Mann der Weimarer SA-Standarte „Gustav Zunkel“ mit Dienstdolch

Der SA-Dienstdolch gehörte ab 1933 zur Ausstattung der Uniformen der SA.

## Gestaltung
Der Dolch wurde 1933 von Paul Woenne, Professor an der Fachschule für Metallgestaltung in Solingen, im Auftrag von Adolf Hitler für die SA entworfen und am 15. Dezember desselben Jahres eingeführt. Inspiriert wurde das Design des Dolches durch eine Schweizer Dolchform aus dem 16. Jahrhundert, die auf dem berühmten Gemälde „Die Gesandten“ Hans Holbein dem Jüngeren zu sehen ist. Die Klinge trug die geätzte Inschrift „Alles für Deutschland“. 
Der Griff des Dolches war aus Birnbaum-, Ahorn- oder Nussbaumholz gefertigt und in einem leicht rötlichen Braunton eingefärbt, während die Scheide dunkelbraun gefärbt war. Eine Variante dieses Designs wurde ebenfalls für die NSKK produziert, unterschied sich jedoch durch schwarze Griffe und Scheiden.
Am 3. Februar 1934 wurde der SA-Ehrendolch eingeführt, auf dem die Widmung „In herzlicher Kameradschaft Ernst Röhm“ in der Handschrift des SA-Stabschefs Ernst Röhms auf der Rückseite der Klinge eingraviert war. Unmittelbar nach der „Röhm-Affäre“ und der von Hitler angeordneten Ermordung Röhms war dieser Schriftzug per Verfügung vom 1. Juli 1934 selbst zu entfernen oder der Dolch an den Hersteller zurückzusenden.